# 다니엘 보베

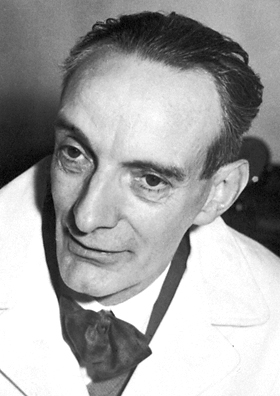
다니엘 보베

다니엘 보베(Daniel Bovet, 1907년~1992년)는 이탈리아의 생물학자이다. 스위스에서 출생하였다. 체내에서 형성되어 혈관과 근육에 영향을 주는 물질에 관한 연구를 하였다. 남아메리카의 토인이 화살에 바르는 독약 큐라레를 연구하여, 마취제로 쓸 수 있는 약을 합성하였다. 항히스타민제·설파인제 등의 연구로 유명하다. 1957년 노벨 생리학·의학상을 받았다. 로마 국립 위생 연구소의 약리·화학 요법 연구부장으로도 있었다.

## 참고 문헌
- 이 문서에는 다음커뮤니케이션(현 카카오)에서 GFDL 또는 CC-SA 라이선스로 배포한 글로벌 세계대백과사전의 내용을 기초로 작성된 글이 포함되어 있습니다.